# Crambinae
De Crambinae zijn een onderfamilie van vlinders uit de familie grasmotten (Crambidae).

## Tribus
- Crambini
- Argyriini
- Chiloini
- Diptychophorini
- Haimbachiini
- Myelobiini
- Prionapterygini

## Geslachten
(Indicatie van aantallen soorten per geslacht tussen haakjes)
- Agriphila  (44)
- Ancylolomia  (69)
- Argyria  (42)
- Culladia  (23)
- Chilo Zincken, 1817 (67)
- Diatraea  (61)
- Eoreuma  (8)
- Eschata  (22)
- Fernandocrambus  (51)
- Fissicrambus  (16)
- Glaucocharis  (132)
- Hednota  (54)
- Ismene  (1)
- Knysna  (1)
- Mestolobes  (33)
- Microcrambus  (44)
- Pediasia Hübner, 1825 (77)
- Prionapteryx  (58)
- Talis  (20)
- Thaumatopsis  (23)